# The End of the World (The Cure)
The End of the World è un brano musicale del gruppo rock britannico The Cure contenuto nell'album The Cure del 2004. 

## Il brano
Pubblicata su singolo, la canzone raggiunse la posizione numero 25 in classifica in Gran Bretagna, la numero 19 negli Stati Uniti e la quarantaduesima in Irlanda.

## Video
Il videoclip musicale del brano venne diretto da Floria Sigismondi e mostra Smith in una casa che inizia a crollare su sé stessa. Appena egli lascia la casa, essa diventa un cumulo di detriti. Il video termina con la casa che si ricostruisce da sola mentre Smith torna dentro e delle piante iniziano a crescere sul pavimento.

## Tracce singolo
1. The End of the World (radio edit) – 3:31
2. This Morning – 7:14
3. Fake – 4:41

## Formazione
- Robert Smith: voce, chitarra
- Simon Gallup: basso
- Perry Bamonte: chitarra
- Roger O'Donnell: tastiere
- Jason Cooper: batteria